# 윤시윤
윤시윤(尹施允 , 1986년 9월 26일 ~ )은 대한민국의 배우 겸 방송인이다. 성씨는 윤씨. 본관은 파평이다.  2009년에 시트콤 지붕뚫고 하이킥의 정준혁 역으로 데뷔했다.

## 학력
- 순천남초등학교 졸업
- 문정중학교 졸업
- 풍덕고등학교 졸업
- 경기대학교 연기학과

## 작품 목록

### 드라마
| 연도     | 방송사                                            | 제목                                   | 역할            | 비고     |
| -------- | ------------------------------------------------- | -------------------------------------- | --------------- | -------- |
| 2009     | MBC                                               | 시트콤 《지붕뚫고 하이킥!》            | 정준혁          | 126부작  |
| 2010     | MBC                                               | 시트콤 《지붕뚫고 하이킥!》            | 정준혁          | 126부작  |
| OLIVE    | 인터렉티브 드라마 《티아라와 윤시윤의 Bubi Bubi》 | 윤시윤                                 | 1부작           |          |
| KBS2     | 수목 미니시리즈 《제빵왕 김탁구》                 | 김탁구 / 구형준                        | 30부작          |          |
| 2011     | tvN                                               | 시트콤 《원스 어폰 어 타임 인 생초리》 | 박시윤          | 특별출연 |
| 2011     | MBC                                               | 수목 미니시리즈 《나도, 꽃!》          | 서재희          | 15부작   |
| 2012     | MBC                                               | 시트콤 《하이킥! 짧은 다리의 역습》    | 시윤            | 특별출연 |
| 2013     | tvN                                               | 월화드라마 《이웃집 꽃미남》           | 엔리케 금       | 16부작   |
| 2013     | 저장 위성TV                                       | 중국람극장 《해피누들》                | 강수찬          | 40부작   |
| 2013     | KBS2                                              | 월화 미니시리즈 《총리와 나》          | 강인호          | 17부작   |
| 2014     | KBS2                                              | 월화 미니시리즈 《총리와 나》          | 강인호          | 17부작   |
| 2016     | JTBC                                              | 금토드라마 《욱씨남정기》              | 신입사원 윤시윤 | 특별출연 |
| 2016     | JTBC                                              | 금토드라마 《마녀보감》                | 허준            | 20부작   |
| 2017     | MBC                                               | 《세가지색 판타지 - 생동성 연애》      | 소인성          | 3부작    |
| 2017     | MBC                                               | 《세가지색 판타지 - 반지의 여왕》      | 소인성          | 특별출연 |
| 2017     | KBS2                                              | 금토드라마 《최고의 한방》             | 유현재 / 유봉재 | 32부작   |
| 2018     | TV조선                                            | 일일드라마 《너의 등짝에 스매싱》      | 윤시윤          | 특별출연 |
| 2018     | TV조선                                            | 주말드라마 《대군 - 사랑을 그리다》    | 은성대군 이휘   | 20부작   |
| 2018     | SBS                                               | 드라마스페셜 《친애하는 판사님께》     | 한강호 / 한수호 | 1인 2역  |
| 2019     | SBS                                               | 금토드라마 《녹두꽃》                  | 백이현          | 48부작   |
| 2019     | SBS                                               | 드라마스페셜 《절대 그이》             | 톱배우          | 특별출연 |
| 2019     | tvN                                               | 수목드라마 《싸이코패스 다이어리》     | 육동식          | 16부작   |
| 2020     | tvN                                               | 수목드라마 《싸이코패스 다이어리》     | 육동식          | 16부작   |
| 투니버스 | 《엑스가리온》                                    |                                        | 특별출연        |          |
| OCN      | 《트레인》                                        | 서도원                                 | 1인 2역         |          |
| 2021     | WAVVE                                             | 《유 레이즈 미 업(You Raise We Up)》   | 도용식          | 8부작    |
| 2022     | KBS2                                              | 주말드라마 《현재는 아름다워》         | 이현재          | 50부작   |

### 영화
- 2010년 영화 《고사 두 번째 이야기: 교생실습》 ... 관우 역
- 2012년 영화 《브랜드 가디언즈》 ... 하우주 역
- 2014년 영화 《백프로》 ... 백세진 역
- 2022년 영화 《탄생》 ... 김대건 역
- 2023년 영화 《우리 사랑이 향기로 남을 때》 ... 김창수 역

### 방송
| 연도 | 방송사   | 제목                                                    | 날짜                      | 비고                     |
| ---- | -------- | ------------------------------------------------------- | ------------------------- | ------------------------ |
| 2010 | SBS      | 《강심장》                                              | 07. 20. ~ 07. 27.         | 35 ~ 36회                |
| 2012 | SBS      | 《강심장》                                              | 12. 18. ~ 12. 25.         | 159 ~ 160회              |
| 2013 | SBS      | 《일요일이 좋다 - 맨발의 친구들》                       | 04. 21. ~ 11. 17.         | 총 31회                  |
| 2013 | KBS2     | 《KBS 가요대축제》                                      | 12. 27.                   | 이휘재, 수지와 공동 진행 |
| 2016 | KBS2     | 《해피선데이 - 1박 2일》                                | 16. 05. 01. ~ 19. 03. 10. | 591 ~ 731회              |
| 2016 | KBS2     | 《신입 리얼 도전기 루키》                               | 07. 20. ~ 08. 24.         | 1 ~ 4회                  |
| 2016 | SBS      | 《2016 희망TV SBS》                                     | 11. 18.                   | 103회                    |
| 2017 | SBS      | 《나를 향한 빅퀘스천》- 왜 짝을 원하는가?               | 11. 12. ~ 11. 19.         | 1, 2부                   |
| 2018 | TV조선   | 《TV조선 뉴스 9》                                       | 05. 07.                   | 진세연, 주상욱과 출연    |
| 2018 | SBS      | 《정글의 법칙 in 사바》                                 | 08. 31. ~ 09. 21.         | 330 ~ 333회(38기)        |
| 2018 | KBS2     | 《KBS 연예대상》                                        | 12. 22.                   | 신현준, 설현과 공동 진행 |
| 2019 | MBN      | 《연애DNA연구소 X》                                     | 02. 20. ~ 03. 13.         | 4회                      |
| 2019 | MBN      | 《자연스럽게》                                          | 09. 28. ~ 10. 05.         | 9 ~ 10회                 |
| 2019 | tvN      | 《놀라운 토요일 - 도레미마켓》                          | 11. 16.                   | 83회                     |
| 2020 | 채널A    | 《하트시그널 3》                                        | 03. 25. ~ 07. 08.         | 고정MC                   |
| 2021 | tvN      | 《어쩌다 사장》                                         | 04. 22. ~ 29.             | 9 ~ 10회                 |
| 2021 | SBS      | 《런닝맨》                                              | 09. 05.                   | 569회                    |
| 2021 | MBN      | 《국제부부 2》                                          | 10월 6일 ~ 11월 10일      | 고정MC                   |
| 2022 | YTN      | 《뉴스N이슈》                                           | 12월 9일                  | 출연                     |
| 2022 | JTBC     | 《아는 형님》                                           | 12월 10일                 | 361회                    |
| 2022 | SBS      | 《신발 벗고 돌싱포맨》                                  | 12월 13일                 | 67회                     |
| 2022 | SBS      | 《주영진의 뉴스브리핑》                                 | 12월 28일                 | 출연                     |
| 2023 | 여수 MBC | 《윤시윤의 에코로드 UHD 다큐멘터리 순천만 갯벌을 걷다》 | 1월 22일                  | 출연 및 내레이션         |
| 2023 | KBS2     | 《'2023 순천만국제정원박람회' 개막공연 '봄, 정원으로'》 | 3월 31일                  | 공동 MC                  |
| 2023 | SBS      | 《꼬리에 꼬리를 무는 그날 이야기》                      | 6월 15일                  | 83회                     |

### 뮤직비디오
| 연도 | 가수명 | 곡명                         | 비고 |
| ---- | ------ | ---------------------------- | ---- |
| 2009 | 김동률 | 《고독한 항해 (Studio Ver)》 |      |
| 2010 | 박효신 | 《사랑이 고프다》            |      |
| 2017 | 신혜성 | 《그 자리에》                |      |

### 홍보대사
| 연도 | 홍보대사                       | 비고  |
| ---- | ------------------------------ | ----- |
| 2010 | 아메리칸 이글 홍보대사         | [ 3 ] |
| 2010 | 충청북도 명예홍보대사          | [ 4 ] |
| 2011 | 국제구호단체 기아대책 홍보대사 |       |
| 2019 | 해양수산부 K·FISH 홍보대사     | [ 5 ] |

### 음반
| 연도 | 제목                  | 수록음반                        | 비고 |
| ---- | --------------------- | ------------------------------- | ---- |
| 2010 | 《내게 오는 길》      | MBC 지붕뚫고 하이킥! OST        |      |
| 2010 | 《잠이 깨면》         | 티아라와 윤시윤의 Bubi Bubi OST |      |
| 2010 | 《너에게 간다》       | 티아라와 윤시윤의 Bubi Bubi OST |      |
| 2010 | 《너 하나만》         | KBS2 제빵왕 김탁구 OST Part 7   |      |
| 2013 | 《사귀고 싶어》       | tvN 이웃집 꽃미남 OST           |      |
| 2013 | 《할아버지의 자전거》 | 맨발의 친구들                   |      |
| 2017 | 《말해 봐》           | 제이투                          |      |
| 2018 | 《봄을 닮은 너》      | 봄을 닮은 너                    |      |
| 2018 | 《말해줄게》          | 말해줄게                        |      |
| 2018 | 《활강》              | 활강                            |      |

## 수상 및 후보
| 연도 | 시상식                                | 부문                                      | 작품                 | 결과 |
| ---- | ------------------------------------- | ----------------------------------------- | -------------------- | ---- |
| 2009 | MBC 방송연예대상                      | 코미디·시트콤부문 남자 신인상             | 지붕뚫고 하이킥!     | 후보 |
| 2009 | MBC 방송연예대상                      | 시청자가 뽑은 베스트 커플상 (with 신세경) | 지붕뚫고 하이킥!     | 수상 |
| 2010 | 제46회 백상예술대상                   | TV부문 남자 신인연기상                    | 지붕뚫고 하이킥!     | 후보 |
| 2010 | 제3회 코리아 드라마 어워즈            | 남자 신인연기상                           | 제빵왕 김탁구        | 수상 |
| 2010 | 제18회 대한민국문화연예대상           | 방송부문 탤런트인기상                     | 제빵왕 김탁구        | 수상 |
| 2010 | 제11회 대한민국 연예문화상            | 탤런트부문 남자대상                       | 제빵왕 김탁구        | 수상 |
| 2010 | KBS 연기대상                          | 특별기획·장편드라마부문 남자 우수연기상   | 제빵왕 김탁구        | 수상 |
| 2010 | KBS 연기대상                          | 남자 신인연기상                           | 제빵왕 김탁구        | 후보 |
| 2010 | KBS 연기대상                          | 남자 네티즌상                             | 제빵왕 김탁구        | 후보 |
| 2010 | KBS 연기대상                          | 베스트 커플상 (with 이영아)               | 제빵왕 김탁구        | 수상 |
| 2011 | 제47회 백상예술대상                   | TV부문 남자 최우수연기상                  | 제빵왕 김탁구        | 후보 |
| 2011 | 포브스 선정                           | 코리아 파워 셀러브리티(12위)              | 빈칸                 | 수상 |
| 2012 | 중국 CETV 아시아 10대 인기스타 시상식 | 한류스타상                                | 빈칸                 | 수상 |
| 2016 | KBS 연예대상                          | 버라이어티부문 남자 신인상                | 1박 2일              | 수상 |
| 2018 | 제13회 숨피 어워즈                    | 올해의 연기상 남자부문                    | 최고의 한방          | 후보 |
| 2018 | 제6회 에이판 스타 어워즈              | 중편드라마부문 남자 우수연기상            | 대군 - 사랑을 그리다 | 후보 |
| 2018 | 제3회 아시아 아티스트 어워즈          | 배우부문 남자인기상                       | 빈칸                 | 후보 |
| 2018 | KBS 연예대상                          | 베스트 엔터테이너상                       | 1박 2일              | 수상 |
| 2018 | KBS 연예대상                          | 버라이어티부문 남자 우수상                | 1박 2일              | 후보 |
| 2018 | SBS 연기대상                          | 수목드라마부문 남자 우수연기상            | 친애하는 판사님께    | 수상 |
| 2019 | SBS 연기대상                          | 중편드라마부문 남자 우수연기상            | 녹두꽃               | 후보 |
| 2022 | 제8회 에이판 스타 어워즈              | 연속극부문 남자 최우수연기상              | 현재는 아름다워      | 후보 |
| 2022 | KBS 연기대상                          | 남자 최우수연기상                         | 현재는 아름다워      | 후보 |
| 2022 | KBS 연기대상                          | 장편드라마부문 남자 우수연기상            | 현재는 아름다워      | 수상 |
| 2022 | KBS 연기대상                          | 남자 네티즌상                             | 현재는 아름다워      | 후보 |
| 2022 | KBS 연기대상                          | 베스트 커플상 (with 배다빈)               | 현재는 아름다워      | 수상 |
| 2023 | 제28회 춘사국제영화제                 | 신인남우상                                | 탄생                 | 후보 |